# Technetium (99mTc) votumumab
Tecneti (99m Tc) votumumab (tên thương mại HumaSPECT) là một kháng thể đơn dòng người có nhãn với các hạt nhân phóng xạ technetium-99m. Nó được phát triển để phát hiện khối u đại trực tràng, nhưng chưa bao giờ được bán trên thị trường.
Mục tiêu của Voteumumab là CTAA16.88, một phức hợp polypeptide cytokeratin trong phạm vi trọng lượng phân tử từ 35 đến 43 kDa, được biểu hiện ở các khối u đại trực tràng.